# Siège de Stralsund (1715)
Pour les articles homonymes, voir Siège de Stralsund.
Grande guerre du Nord
Batailles
- Riga I
- Narva I
- Daugava
- Rauge
- Erastfer
- Kliszów
- Hummelshof
- Nöteborg
- Saladen
- Pułtusk
- Jēkabpils
- Narva II
- Poznań
- Punitz
- Gemauerthof
- Varsovie
- Hrodna
- Fraustadt
- Kletsk
- Kalisz
- Holowczyn
- Malatitze
- Lesnaya
- Poltava
- Perevolochna
- Helsingborg
- Viborg
- Riga II
- Baie de Køge
- Fladestrand
- Gadebusch
- Bender
- Pälkäne
- Storkyro
- Hangö Oud
- Fehmarn Bält
- Rügen
- Kristiania (Oslo)
- Stralsund
- Dynekilen
- Osel
- Stäket
- Grengam

Le siège de Stralsund pendant la campagne de Poméranie (de) dans la Grande guerre du Nord commence le 12 juillet 1715 et se termine par la capitulation de l'occupation suédoise de la forteresse de Stralsund le 23 décembre 1715.

## Débuts
Après l'échec des sièges de la forteresse dans les années 1711 à 1713, une armée de siège de 25 000 hommes sous le commandement du général prussien, le prince Léopold d'Anhalt-Dessau, se déplace devant Stralsund à l'été 1715. L'armée est composée de troupes danoises, saxonnes et prussiennes. Les troupes prussiennes sont stationnées au centre de l'anneau de siège, les Saxons sur l'aile droite et les Danois sur la gauche. Le roi prussien Frédéric-Guillaume Ier et le roi danois Frédéric IV prennent également leurs quartiers dans les camps d'état-major respectifs.
L'approche du prince Léopold d'Anhalt-Dessau pour conquérir Stralsund comprend la prise des îles d'Usedom et de Rügen. Pendant les premiers jours de siège, la forteresse est continuellement approvisionnée en ravitaillement de l'île de Rügen. L'île d'Usedom est importante car la marine suédoise peut également assurer le ravitaillement entre Usedom et Rügen.

## La forteresse
Les fortifications de la ville de Stralsund (de) sont aux XVIIe et XVIIIe siècles l'une des plus grandes fortifications et défenses d'Europe du Nord. En 1711, le commandant, le général Karl Gustav Düker (de), installe un camp de troupes armé et fortifié sous les canons de la forteresse en amont du porte des Francs. Il y met en garnison trois régiments d'infanterie. De plus, les Suédois ont construit une ligne continue de retranchement devant les ouvrages déjà construits, avec des redoutes et des bastions. Cette ligne s'étend jusqu'à une tourbière à l'ouest et la rive du Strelasund à l'est. Le terrain autour de Stralsund favorise une défense efficace. En raison des marécages et des champs inondés, les retranchements individuels avec une petite garnison peuvent avoir de meilleures options de défense que les garnisons du mur de défense de ligne.
La force de garnison de la ville est d'environ 9 000 hommes au début du siège. Après la bataille perdue de Stresow (de), environ 2 000 autres hommes ont fui avec Charles XII dans la forteresse.

## Le siège
La première étape prise par les assiégeants avant Stralsund est de conquérir l'île d'Usedom. Le général Georg Abraham von Arnim mène la mission d'occuper l'île d'Usedom. La marine danoise soutient l'attaque terrestre saxonne-prussienne depuis la mer. Les villes de Wolgast et Wollin sont prises du premier coup, tout comme la Swineschanze (de), qui n'est occupée que par 250 soldats suédois. Charles XII quitte l'île après la chute du retranchement à l'embouchure du Swine et s'embarque pour Stralsund.
Seule la redoute de Peenemünde (de) à la pointe ouest oppose une résistance farouche. Son siège et son assaut (de) permettent aux Alliés de prendre définitivement possession de l'île. Comme lors des sièges précédents, l'artillerie de siège n'étant pas suffisante, des tranchées courantes sont creusées le long de la ligne de siège. La garnison suédoise tente d'entraver les travaux de ces tranchées par des échecs constants. Le 19 octobre 1715, les tranchées courantes construites par 3650 ouvriers sont terminées.
Après les batailles navales dans le bassin de Greifswald (de), la flotte danoise réussit à enfermer la flotte suédoise dans le port de la forteresse de Stralsund fin septembre 1715. Cela signifie que les canons de siège peuvent être transportés de Stettin à Anklam par bateau. Sur la route terrestre suivante, l'artillerie est divisée. La première partie est placée sous commandement saxon et dirigée vers la porte des Francs, la seconde partie est centrée sur l'aile gauche danoise.

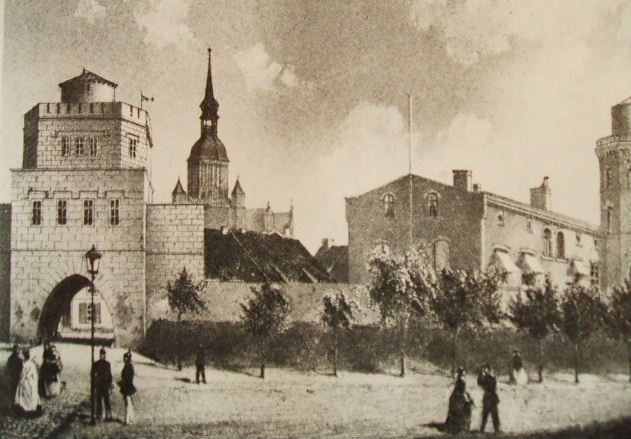
À gauche sur la photo, la porte de Tribsee (vers 1855)

Le 2 novembre 1715, la porte de Tribsee est bombardé avec 24 canons et 12 mortiers. Avec 6 600 fantassins saxons et prussiens et 2 000 cavaliers sous le commandement suprême du comte von Wackerbarth, dans la nuit du 4 au 5 novembre 1715, les trois régiments suédois sont attaqués devant la porte des Francs. L'anneau de siège autour de Stralsund borde directement le Strelasund. Dans des conditions météorologiques favorables, la profondeur de l'eau ici n'est que d'environ trois pieds. Le colonel prussien Köppen reçoit l'ordre de poignarder les Suédois dans le dos avec environ 1800 hommes à ce stade. Alors que le gros de l'armée attaquante, commandée par le général von Löben, se dirige droit vers la garnison à travers les chaussées, 1 800 hommes, jusqu'à la taille dans l'eau et dans l'obscurité de la nuit, passent devant les défenses suédoises et attaquent derrière les défenseurs. Les Suédois sont maîtrisés dans la bataille qui suit. Une partie de l'équipage peut pénétrer à l'intérieur de la forteresse par le pont-levis. Six prussiens qui poursuivent les Suédois en fuite sont piégés et capturés. 200 autres soldats suédois peuvent s'échapper vers la ville via prames, les 450 Suédois restants sont faits prisonniers de guerre. De plus, 25 armes à feu et fournitures sont capturées. La tentative de sortie du lendemain par le général Düker est repoussée avec de lourdes pertes suédoises.
Lors du siège de novembre 1715, l'île de Rügen est prise sous le commandement suprême du prince Léopold Ier d'Anhalt-Dessau. À cet effet, 18 600 hommes sont retirés de l'armée assiégeante en direction de Ludwigsburg (de). Là, ils sont embarqués et envoyés à Rügen le 15 novembre 1715. Le soir même, les premiers bataillons sont débarqués ; ils se retranchent dans les environs de Groß-Stresow. Lors de la bataille qui s'ensuit, les alliés font leurs preuves face à l'assaut des Suédois. Charles XII, qui a quitté Stralsund pour Rügen en secret, doit quitter le champ de bataille, battu et blessé. Il retourne à Stralsund. Par la suite, l'île est prise et la ville est également assiégée de ce côté.
À partir du 22 novembre 1715, les troupes de siège intensifient leurs tirs sur la ville et l'incendient à partir du 3 décembre en la bombardant avec des bombes incendiaires. Il s'agit d'une préparation à l'assaut final de la forteresse. Sous le feu de l'artillerie, trois colonnes d'assaut s'avancent le 5 décembre vers le chemin de couverture de la forteresse. L'assaut commence après que l'artillerie ait fait une courte pause de tir. Les occupants suédois du chemin de couverture sont rapidement repoussés. Après plusieurs tentatives infructueuses de reconquête du chemin, les troupes se sont repliées dans la forteresse. La conquête et la défense du chemin coûtent aux alliés 500 hommes en morts et en blessés.
Le 16 décembre 1715, les travaux commencent sur les batteries de brèche pour finalement prendre la forteresse. Les négociations pour la reddition sans combat de la forteresse sont refusées par Charles XII. À l'aide des brèches, la moitié de l'ouvrage à cornes peut être escaladée. La chute de la température et le gel des fossés inondés facilitent également l'assaut des ouvrages de Horn. L'après-midi du 17 décembre 1715, la grande attaque commence. Les troupes suédoises se sont battues sans relâche contre un ennemi supérieur, mais sont contraintes d'évacuer les ouvrages extérieurs au prix de lourdes pertes, de la capture de 200 hommes et de la prise de 25 canons. Cette attaque coûte la vie à 100 assaillants, dont une partie se noie en perçant la fine glace des tranchées inondées. D'autres assaillants sont tués par des mines antipersonnel et des sacs de poudre.
Le 18 décembre 1715, Charles XII entreprend une sortie avec 1800 soldats. Il envoie une avant-garde de 25 soldats sur la position des assiégeants danois. L'avant-garde suédoise attaque par surprise et, dans la brèche ouverte, Charles XII, vêtu de l'uniforme d'un soldat du commun, s'engouffre avec son corps d'armée. Le général Großdorf, qui se trouve en réserve, se précipite avec ses mille hommes au secours des Danois en déroute et, ensemble, ils stoppent et repoussent la sortie des Suédois. Cette sortie est la dernière action militaire de Charles XII sur le sol allemand. Cent Suédois morts restent sur le champ de bataille, 70 sont faits prisonniers.
Comme toute autre résistance est infructueuse, Charles XII fait porter aux Alliés la demande d'un armistice de cinq semaines. Le négociateur est rejeté. Le roi de Suède veut encore attendre l'assaut principal des Alliés et commander lui-même la dernière défense de la forteresse, mais ses généraux et ses ministres le pressent de partir. Le 19 décembre 1715, il embarque sur la dernière petite frégate amarrée dans le port et rentre en Suède. Ce voyage n'est pas non plus facile, car la flotte danoise est posté devant Stralsund et le port est gelé. Après qu'un passage ait été creusé dans la glace, le roi navigue de nuit à travers la flotte danoise. Désavantagée par le vent, celle-ci ne peut pas remonter la frégate. Lorsque la frégate passe la côte de Rügen, elle est prise sous le feu de douze canons et d'une batterie. Les canonniers danois tuent deux marins et font voler en éclats la bôme du mât. Charles XII n'est pas blessé par ce bombardement et gagne la haute mer. Là, il est recueilli par deux croiseurs suédois et emmené en Scanie.

## La capitulation

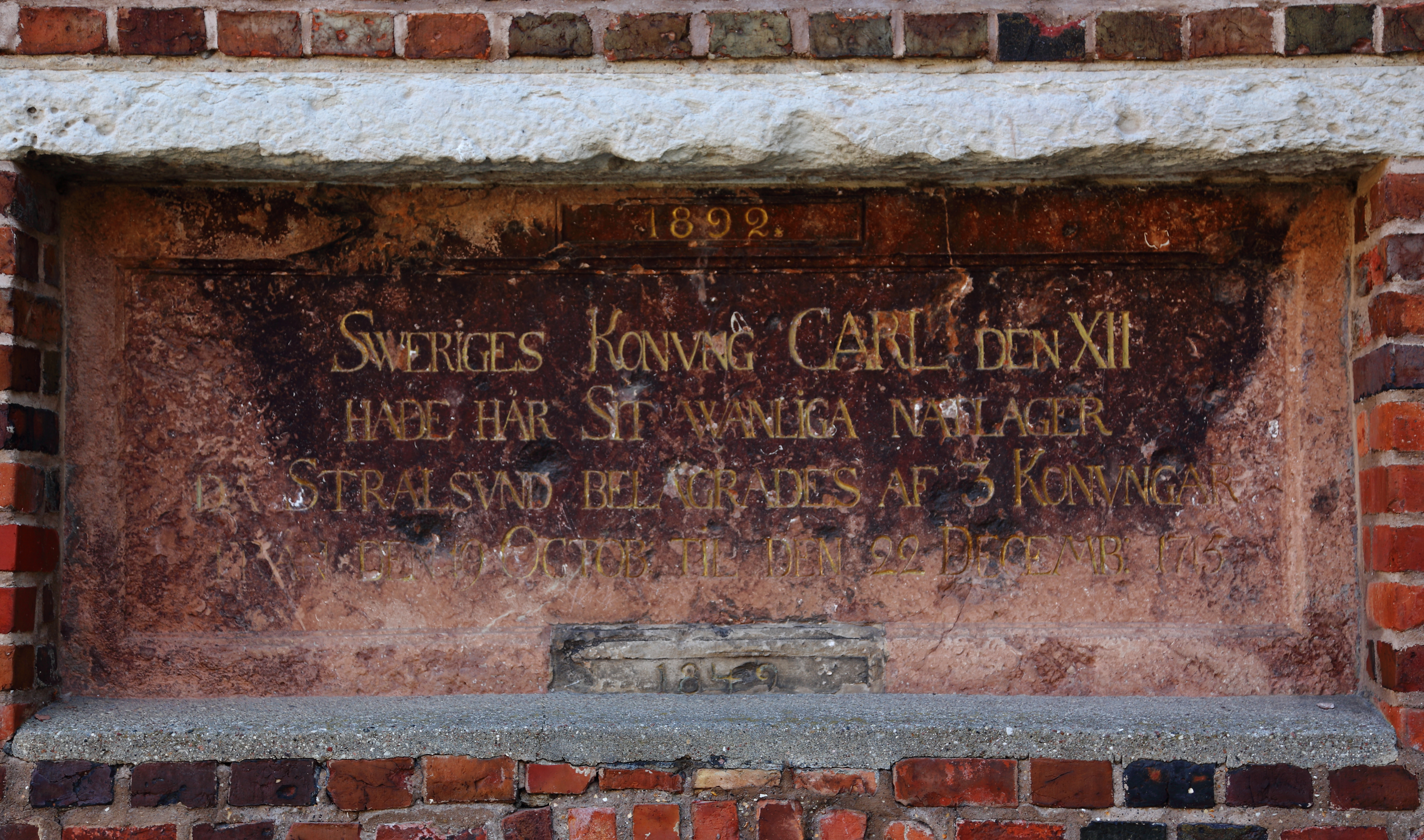
Plaque commémorative de la reddition

Après que Charles XII a quitté la ville, les assiégeants ouvrent la première brèche dans le mur principal de la forteresse. Le commandant, le général Düker, a reçu l'autorisation du roi de Suède de remettre la forteresse. Le 22 décembre 1715, les négociations de remise sont terminées. La garnison de la forteresse, forte de 6000 hommes, est faite prisonnière de guerre. Conformément à l'accord de reddition, les 1000 soldats originaires de Suède, dont 117 officiers, bénéficient d'un sauf-conduit pour rentrer chez eux. Les autres soldats sont intégrés dans les armées des vainqueurs. Les munitions, les pièces d'artillerie et le ravitaillement de la forteresse restent également entre les mains des assiégeants.
Le butin de guerre est partagé entre les puissances victorieuses. Les Prussiens reçoivent la plus grande part. Les Danois et les Saxons se voient attribuer relativement peu de butin. La Saxe se voit attribuer six canons, 36 drapeaux, deux étendards, une paire de timbales, 333 armes à feu et d'autres équipements. Parmi les prisonniers de guerre, le prince électeur Auguste le Fort reçoit six régiments de cavalerie et dix régiments d'infanterie - fortement décimés -, soit 1250 hommes au total, dont deux généraux, 22 officiers d'état-major, 85 capitaines et 142 officiers subalternes. Parmi les équipages, seuls 500 sont incorporés dans les régiments saxons, les autres sont licenciés en tant que vétérans.

## Conséquences
La perte de la forteresse de Stralsund et la reddition de la ville hanséatique également assiégée de Wismar (de) en avril 1716 mettent fin à la guerre du Nord sur le sol allemand.
Dans la paix de Frederiksborg entre le Danemark et la Suède, conclue en 1720, la ville hanséatique est remise sous administration suédoise.